# Gouvernement Jeenbekov II
République kirghize
Jeenbekov I Isakov
Le gouvernement Sooronbay Jeenbekov est le gouvernement de la République kirghiz du 11 novembre 2016 au 26 août 2017. Il suit le Gouvernement Sooronbay Jeenbekov I.

## Composition
- Par rapport au gouvernement Sooronbay Jeenbekov I, les nouveaux ministres sont indiqués en gras, ceux ayant changé d'attributions en italique[2],[1].

### Membres du gouvernement
| Poste                                                                               | Titulaire                   | Titulaire                                   | Parti |
| ----------------------------------------------------------------------------------- | --------------------------- | ------------------------------------------- | ----- |
| Premier ministre                                                                    |                             | Sooronbay Jeenbekov (jusqu'au 22 août 2017) | SDPK  |
| Premier ministre                                                                    | Muhammetkaly Abulgazev a.i. |                                             |       |
| Premier vice-Premier ministre                                                       |                             | Muhammetkaly Abulgazev                      |       |
| Vice-Premier ministre Chargé des Affaires économiques                               |                             | Oleg Pankratov                              |       |
| Vice-Premier ministre Chargé de la Frontière                                        |                             | Zenish Razakov                              |       |
| Vice-Premier ministre Chargé des Affaires sociales                                  |                             | Cholpon Sultanbekova                        |       |
| Ministre des Finances                                                               |                             | Adylbek Kasymaliev                          |       |
| Ministre des Affaires étrangères                                                    |                             | Erlan Abdyldaev                             |       |
| Ministre de l'Économie                                                              |                             | Arzybek Kozhoshev                           |       |
| Ministre de la Justice                                                              |                             | Uran Akhmetov                               |       |
| Ministre des Affaires internes                                                      |                             | Ulan Israilov                               |       |
| Ministre des Transports et des routes                                               |                             | Zhamshitbek Kalilov                         |       |
| Ministère de la Santé                                                               |                             | Talantbek Batyraliev                        |       |
| Ministre de l'Éducation et de la Science                                            |                             | Gulmira Kudaiberdiyeva                      |       |
| Ministre de l'Agriculture, de l'Industrie alimentaire et des réclamations foncières |                             | Nurbek Murashev                             |       |
| Ministère du Développement social                                                   |                             | Taalaykul Isakunova                         |       |
| Ministère de la Culture, de l'Information et du Tourisme                            |                             | Tugolbai Kazakov                            |       |
| Ministère des Situations d'urgence                                                  |                             | Koubatbek Boronov                           |       |
| Comité pour la Sécurité nationale                                                   |                             | Abdil Segizbayev                            |       |
| Comité pour l'Industrie, l'Énergie et l'Exploitation souterraine                    |                             | Duishenbek Zilaliev                         |       |
| Comité pour les Technologies de l'information et les Communications                 |                             | Bakyt Sarsembiev                            |       |

### Postes non ministériels
| Poste                                                           | Titulaire | Titulaire           | Parti |
| --------------------------------------------------------------- | --------- | ------------------- | ----- |
| Dirigeant du Bureau gouvernemental                              |           | Akylbek Osmonoliyev |       |
| Procureur général                                               |           | Indira Joldubaeva   |       |
| Administrateur de la Banque nationale de la République kirghize |           | Tolkunbek Abdygulov |       |
| Ambassadeur aux États-Unis                                      |           | Kadyr Toktogulov    |       |
| Représentant permanent aux Nations unies                        |           | Mirgul Moldoisaeva  |       |